# Palacio de los Sánchez-Dalp
El palacio de los Sánchez-Dalp fue un palacio situado en la ciudad española de Sevilla. El edificio, que fue construido a principios del siglo XX por iniciativa del empresario Miguel Sánchez-Dalp, combinaba los estilos regionalista y neomudéjar. El complejo no se ha conservado. 

## Historia y características
Los orígenes del mismo se sitúan a comienzos del siglo XX, con la ampliación de una casa que el empresario local Miguel Sánchez-Dalp poseía junto a la plaza del Duque. El proyecto corrió a cargo del arquitecto Simón Barris, comenzando las obras en octubre de 1908. El palacio resultante combinaba el estilo regionalista con el mudéjar y se encontraba situado entre el palacio del Marqués de Palomares y el Colegio de Alfonso X. 
El palacio mostraba una arquitectura ricamente decorada en la que los motivos platerescos y mudéjares, se entremezclaban con elementos manieristas y neobarrocos.  Fue considerado como un referente en el llamado estilo sevillano, influyendo en edificios posteriores.
En la década de 1950 la plaza del Duque estaba rodeada por un conjunto de edificios hoy desaparecidos. Además de los palacios Dalp y Palomares, y del Colegio de Alfonso X, daban a la plaza el Palacio de Cavalieri del que solo subsiste su portada renacentista integrada en un edificio moderno, el Hotel Venecia y el teatro del Duque. Este conjunto de edificios otorgaba a la plaza un carácter monumental muy diferente del que tiene en la actualidad.